# Székely Ödön
Székely Ödön (Kézdivásárhely, 1870. május 31. – Kolozsvár, 1915. július 25.) gimnáziumi és kollégiumi tanár, író.

## Életpályája
1893-ban a kolozsvári egyetemen tanári oklevelet szerzett. 1893-tól a zilahi, 1897–1914 között pedig a nagyenyedi református kollégium tanára volt.
Zilahon Ady Endre tanára volt, akire nagy hatással bírt. Munkatársa volt a Szilágy, az Alsófehér, a Vasárnapi Újság, a Pesti Hírlap, az Erdélyi Múzeum című lapoknak.

## Művei
- Neveljünk erkölcsi jellemet (Nagyenyed, 1900)